# Archidiecezja Palermo
Archidiecezja Palermo – łac. Archidioecesis Panormitanus – archidiecezja Kościoła rzymskokatolickiego we Włoszech, w regionie kościelnym Sycylia. Jest główną diecezją metropolii Palermo. Została erygowana w I wieku. W XI została podniesiona do rangi metropolii.